# Hans-Christian-Andersen-Literaturpreis
Der Hans-Christian-Andersen-Literaturpreis (dänisch Hans Christian Andersen Litteraturpris) ist ein internationaler Literaturpreis, der seit 2007 alle zwei Jahre durch ein Komitee der dänischen Stadt Odense vergeben wird. Das Ziel ist es, Hans Christian Andersens Einfluss auf Schriftsteller in der ganzen Welt zu würdigen, deren Texte mit Andersens Namen und Lebenswerk aufgrund genrespezifischer Verwandtschaft oder erzähltechnischer Merkmale verknüpft werden können.
Der Literaturpreis ist mit 500.000 dänischen Kronen (etwa 64.000 Euro) dotiert. Neben dem Geldbetrag erhalten die Preisträger die Bronzeplastik Das hässliche Entlein. Die Skulptur ist eine Arbeit der Bildhauerin Stine Ring Hansen. Zudem wird eine Urkunde mit dem Titel The Beauty of the Swan überreicht.
Dieser Preis ist nicht mit dem Hans Christian Andersen Preis zu verwechseln, der internationalen Auszeichnung für Kinderbuchautoren und -illustratoren, die vom IBBY (International Board on Books for Young People) in demselben zweijährigen Turnus vergeben wird.
Für alle Preisträger wird ein neues Musikstück komponiert, dessen Uraufführung während der Zeremonie der Preisverleihung stattfindet. Im Gegenzug halten die Geehrten eine Gastlesung im Konzerthaus bzw. im Rathaussaal der Stadt Odense.
Im Jahre 2010 ging der Hans-Christian-Andersen-Literaturpreis an die Autorin Joanne K. Rowling für die Erschaffung der weltberühmten Harry-Potter-Figur. Aus diesem Anlass wurde eine Plakette mit ihrem Namen am H. C. Andersen-Haus in Odense angebracht. Im September 2012 wurde Isabel Allende der Hans-Christian-Andersen-Literaturpreis in Odense überreicht. Preisträger 2014 ist Salman Rushdie.

## Preisträger
- 2007: Paulo Coelho
- 2010: Joanne K. Rowling
- 2012: Isabel Allende
- 2014: Salman Rushdie[1]
- 2016: Haruki Murakami
- 2018: A. S. Byatt
- 2020: Karl Ove Knausgård